# The Instrumental Works
The Instrumental Works è una raccolta del gruppo progressive rock britannico The Alan Parsons Project, pubblicata nell'agosto del 1988 dalla Arista Records.

## Descrizione
Contiene solo brani strumentali, tutti tratti dagli album in studio della band fondata da Alan Parsons ed Eric Woolfson.
Nella selezione di brani sono rappresentati otto album su nove pubblicati dalla Arista Records, manca solo Eve.
La quantità di brani estratti da ogni album è la seguente:
- 2 da I Robot del 1977
- 1 da Pyramid del 1978
- 1 da The Turn of a Friendly Card del 1980
- 1 da Eye in the Sky del 1982
- 1 da Ammonia Avenue del 1984
- 1 da Vulture Culture del 1985
- 2 da Stereotomy del 1986
- 1 da Gaudi del 1987

## Tracce[1]
Testi e musiche di Eric Woolfson e Alan Parsons; edizioni musicali Arista Records.
1. Pipeline (Ammonia Avenue - 1984) – 3:56 – Strumentale
2. Where's the Walrus? (Stereotomy - 1986) – 7:23 – Strumentale
3. I Robot (I Robot - 1977) – 5:59 – Strumentale
4. Mammagamma (Eye in the Sky - 1982) – 3:32 – Strumentale
5. Hawkeye (Vulture Culture - 1985) – 3:44 – Strumentale
6. Voyager (Pyramid - 1978) – 2:14 – Strumentale
7. Paseo de Gracia (Gaudi - 1987) – 3:44 – Strumentale
8. Urbania (Stereotomy - 1986) – 4:57 – Strumentale
9. The Gold Bug (The Turn of a Friendly Card - 1980) – 4:27 – Strumentale
10. Genesis Ch.1 V.32 (I Robot - 1977) – 3:37 – Strumentale

Durata totale: 43:33

## Formazione
- Alan Parsons - tastiere
- Eric Woolfson - tastiere
- Andrew Powell - orchestrazioni
- Ian Bairnson - chitarra
- David Paton - basso
- Mel Collins - sassofono in Pipeline e Hawkeye
- Laurence Cottle - basso in Paseo de Gracia
- Richard Cottle - tastiere, sassofono in Urbania e Where's the Walrus?
- Stuart Elliott - batteria
- Stuart Tosh - batteria in I Robot e Genesis Ch.1 V.32